# Ciriaco de' Pizzicolli
Ciriaco de' Pizzicolli ali Ciriaco iz Ankone je bil  stalno potujoč italijanski humanist in antikvar, rojen v bogati trgovski družini v italijanskem jadranskem pristanišču Ankona, * 31. julij 1391, † 1453/1455.
Imenovali so ga "oče arheologije":
Ciriaco iz Ankone je bil najbolj podjeten in ploden popisovalec grških in rimskih starin, zlasti napisov. Ustvarjal je v 15. stoletju. Zaradi splošne natančnosti njegovih zapisov si zasluži naslov ustanovitelja moderne klasične arheologije.

## Življenje
Ciriaco je sprva potoval kot  trgovec, prvič že pri devetih letih. Kasneje je po celem vzhodnem Sredozemlju potoval zaradi radovednosti. Svoja arheološka odkritja je zbral v knjigi  Commentaria (Komentarji), ki je nazadnje obsegala šest delov. Večkrat je potoval po južni Italiji, Dalmaciji, Epirju, Morei, Egiptu, Hiosu, Rodosu, Bejrutu, Anatoliji in Konstantinoplu. Vse spomenike in antične najdbe je skrbno opisal in narisal.
Med obleganjem Konstantinopla leta 1422 je bil v službi Osmanskega cesarstva. 
V času, ko je v Rimu študiral latinščino, je opisal in narisal veliko spomenikov in ostankov starega Rima. V Konstantinoplu je študiral grščino. Užival je pokroviteljstvo papeža Evgenija IV., ki je bil od leta 1420 do 1422 papeški  legat v Ankonski marki, Cosima de' Medici Starejšega in Viscontija Milanskega. Živel je tudi na dvoru Sigismunda Luksemburškega. Ko je Sigismund prišel v Rim na kronanje za svetega rimskega cesarja, je bi njegov vodnik po antičnem Rimu. Leta 1435 se je vrnil raziskovat Grčijo in Egipt. 
Bil je verjetno prvi svetovni popotnik, ki je prepoznal pomembnost ruševin Eretrije na grškem otoku Evbeja. 5. aprila 1436 je opisal in narisal načrt njenega antičnega mestnega obzidja, označil položaj gledališča in utrdb akropole in omenil obstoj napisov. Zbral je veliko zbirko napisov, rokopisov in drugih starin. Opisal je tudi Justinijanov steber v Konstantinoplu preden so ga Osmani podrli. Leta 1426 se je po obisku Rodosa, Bejruta, Damaska, Cipra, Mitilene, Soluna in drugih mest vrnil v Italijo. 
S seboj je prinesel veliko dokumentov, ki jih je uporabil za pisanje Commentarii). Knjig zaradi pomanjkanja časa ni objavil, na srečo pa so se ohranili rokopisi in kopije njegovih risb. Commentarii  so bili uničeni v požaru knjižnice Aleksandra  in Konstance  Sforza v Pesaru leta 1514. Veliko drugih Pizzicollijevih rokopisov o Ankoni je bilo uničenih v požaru ankonskega mestnega arhiva leta 1532.
Po upokojitvi se je preselil v Kremono, kjer preživel svoja zadnja leta. Natančen datum njegove smrti ni znan. 
Dolgo po njegovi smrti so del njegovih ohranjenih rokopisov natisnili: Epigrammata reperta per Illyricum a Kyriaco Anconitano (Rim, 1664), Cyriaci Anconitani nova fragmenta notis illustrata, (Pesaro, 1763) in  Itinerarium (Firence, 1742).